# Rabot déneigeur

Schéma de rabot et de lame biaise.

Un rabot déneigeur est un outil de déneigement destiné à racler la neige en période hivernale et la déplacer sur le côté de la chaussée.
Il fait partie de la famille des « évacuateurs statiques » et se distingue de la lame biaise par l’inclinaison de sa lame d’usure.

## Types de rabots

### Rabot tracté
Il s’agissait d’un outil attelé à l'arrière d'un véhicule et constitué d'un châssis comportant une lame de raclage généralement en matière synthétique. Il n’est toutefois plus fabriqué depuis plusieurs années.

### Rabot poussé
Le rabot poussé est un outil fixé à l'avant d'un véhicule, et constitué d'un châssis et d'un corps de lame en acier ou en matière synthétique.

## Utilisation
Le rabot déneigeur est efficace sur les neiges molles ou transformées par le sel ou le trafic ainsi que sur la boue.
Il ne peut être utilisé, du fait de l'inclinaison de sa lame d'usure que sur des faibles épaisseurs, de l'ordre de 5 à 10 centimètres. Au-delà le rabot peut au contraire tasser la neige et la rendre lisse et donc encore plus glissante.

## Équipements

### Équipements de signalisation obligatoires en France
Lorsque la largeur hors tout de l'outil de raclage est supérieure à celle du véhicule porteur, il y a obligation de placer à chaque extrémité latérale supérieure de l'outil un feu d'encombrement (de gabarit) de couleur blanche en face avant et rouge en face arrière.
Il y a lieu également d’équiper chaque extrémité d'une banque de signalisation rétro-réfléchissante alternativement rouge et blanche :
- Sur la face avant de l'outil de largeur 14 centimètres et de longueur minimale 28 centimètres de préférence portée par une plaquette positionnée horizontalement en partie supérieure de l’outil et dont la face arrière est peinte en noir mat afin d'éviter toute réflexion gênante de lumière.
- Sur la face arrière de l'outil, de largeur 14 centimètres et de longueur minimale 28 centimètres (de préférence 58 centimètres pour accroître sa visibilité) disposée verticalement.